# Lasse Sætre
Lasse Sætre (* 10. März 1974 in Oslo) ist ein ehemaliger norwegischer Eisschnellläufer.

## Werdegang
Sætre kam bei den Juniorenweltmeisterschaften 1993 in Baselga di Piné auf den 30. Platz im Kleinen-Vierkampf und nahm im November 1994 in Berlin erstmals am Eisschnelllauf-Weltcup teil, wobei er den 14. Platz über 5000 m errang. In der Saison 1995/96 belegte er bei der Mehrkampfweltmeisterschaft 1996 in Inzell den 18. Platz im Großen-Vierkampf, bei der Mehrkampfeuropameisterschaft 1996 in Heerenveen den 16. Rang im Großen-Vierkampf und bei den Einzelstreckenweltmeisterschaften 1996 in Hamar den 15. Platz über 5000 m sowie den 11. Platz über 10.000 m. Nach Platz zehn in der Saison 1996/97 bei der Mehrkampfeuropameisterschaft 1997 in Heerenveen, wurde er bei der Mehrkampfweltmeisterschaft 1997 in Nagano Elfter im Großen-Vierkampf und bei den Einzelstreckenweltmeisterschaften 1997 in Warschau Zehnter über 10.000 m und Fünfter über 5000 m. In der Saison 1997/98 kam er bei der Mehrkampfeuropameisterschaft 1998 in Helsinki auf den siebten Platz im Großen-Vierkampf und bei den Olympischen Winterspielen 1998 in Nagano auf den 11. Platz über 5000 m sowie auf den siebten Rang über 10.000 m. In den folgenden Jahren lief er bei den Einzelstreckenweltmeisterschaften 1999 in Heerenveen auf den 22. Platz über 5000 m sowie den achten Rang über 10.000 m, bei den Einzelstreckenweltmeisterschaften 2000 in Nagano auf den siebten Platz über 5000 m sowie den vierten Rang über 10.000 m und bei den Einzelstreckenweltmeisterschaften 2001 in Salt Lake City auf den siebten Platz über 5000 m sowie den fünften Rang über 10.000 m. Zudem erreichte er in der Saison 1999/2000 mit drei Top-Zehn-Platzierungen den achten Platz und in der Saison 2000/01 mit zwei Top-Zehn-Platzierungen den zehnten Rang in der Weltcupwertung über 5000/10.000 m.
Nach den Plätzen 18, sieben und fünf über 5000 m zu Beginn der Saison 2001/02, errang Sætre mit dem zweiten Platz in Den Haag über 10.000 m seine erste Podestplatzierung im Weltcup und zum Saisonende mit den Plätzen sieben und acht über 5000 m den sechsten Platz in der Weltcupwertung über 5000/10.000 m. Beim Saisonhöhepunkt, den Olympischen Winterspielen 2002 in Salt Lake City, gewann er die Bronzemedaille über 10.000 m und belegte über 5000 m den zehnten Rang. In der Saison 2002/03 kam er bei allen sechs Teilnahmen im Weltcup unter den ersten Zehn, darunter Platz zwei über 10.000 m in Heerenveen und erreichte mit dem vierten Platz in der Weltcupwertung über 5000/10.000 m sein bestes Gesamtergebnis. Bei der Mehrkampfeuropameisterschaft 2003 in Heerenveen lief er auf den neunten Platz im Großen-Vierkampf und bei den Einzelstreckenweltmeisterschaften 2003 in Berlin auf den 19. Platz über 5000 m. Zudem holte er dort erneut die Bronzemedaille über 10.000 m. In der folgenden Saison errang er in Hamar bei seiner einzigen Teilnahme am Weltcup den dritten Platz über 5000 m und bei der Mehrkampfeuropameisterschaft 2004 in Heerenveen den zehnten Platz im Großen-Vierkampf. In der Saison 2005/06 erreichte er mit drei Top-Zehn-Platzierungen, darunter Platz drei über 10.000 m in Heerenveen den achten Platz in der Weltcupwertung über 5000/10.000 m und absolvierte dort seinen letzten Weltcup, welchen er auf dem 24. Platz über 5000 m beendete. Bei der Mehrkampfeuropameisterschaft 2006 in Hamar belegte er den achten Platz im Großen-Vierkampf und bei der Mehrkampfweltmeisterschaft 2006 in Calgary den 11. Rang im Großen-Vierkampf. Beim Saisonhöhepunkt, den Olympischen Winterspielen 2006 in Turin, lief er auf den neunten Platz über 5000 m, auf den fünften Rang über 10.000 m und auf den vierten Rang in der Teamverfolgung.
Sætre wurde viermal norwegischer Meister über 10.000 m (1996, 2000, 2004, 2005), dreimal über 5000 m (1996, 2000, 2004) und einmal im Großen-Vierkampf (1998).

## Erfolge

### Olympische Spiele
- 1998 Nagano: 7. Platz 10.000 m, 11. Platz 5000 m
- 2002 Salt Lake City: 3. Platz 10.000 m, 10. Platz 5000 m
- 2006 Turin: 4. Platz Teamverfolgung, 5. Platz 10.000 m, 9. Platz 5000 m

### Einzelstreckenweltmeisterschaften
- 1996 Hamar: 11. Platz 10.000 m, 15. Platz 5000 m
- 1997 Warschau: 5. Platz 5000 m, 10. Platz 10.000 m
- 1999 Heerenveen: 8. Platz 10.000 m, 22. Platz 5000 m
- 2000 Nagano: 4. Platz 10.000 m, 7. Platz 5000 m
- 2001 Salt Lake City: 5. Platz 10.000 m, 7. Platz 5000 m
- 2003 Berlin: 3. Platz 10.000 m, 19. Platz 5000 m

### Mehrkampfweltmeisterschaften
- 1996 Inzell: 18. Platz Großer-Vierkampf
- 1997 Nagano: 11. Platz Großer-Vierkampf
- 2006 Calgary: 11. Platz Großer-Vierkampf

### Europameisterschaften
- 1996 Heerenveen: 16. Platz Großer-Vierkampf
- 1997 Heerenveen: 10. Platz Großer-Vierkampf
- 1998 Helsinki: 7. Platz Großer-Vierkampf
- 2003 Heerenveen: 9. Platz Großer-Vierkampf
- 2004 Heerenveen: 10. Platz Großer-Vierkampf
- 2006 Hamar: 8. Platz Großer-Vierkampf

## Persönliche Bestzeiten
| Disziplin | Zeit         | Datum             | Ort            |
| --------- | ------------ | ----------------- | -------------- |
| 500 m     | 38,15 s      | 15. März 2001     | Calgary        |
| 1000 m    | 1:16,20 min  | 16. Januar 1999   | Hamar          |
| 1500 m    | 1:49,36 min  | 29. Januar 2000   | Calgary        |
| 3000 m    | 3:46,99 min  | 15. März 2001     | Calgary        |
| 5000 m    | 6:17,60 min  | 19. November 2005 | Salt Lake City |
| 10.000 m  | 12:56,85 min | 18. März 2006     | Calgary        |